# Batalha de Esperqueu

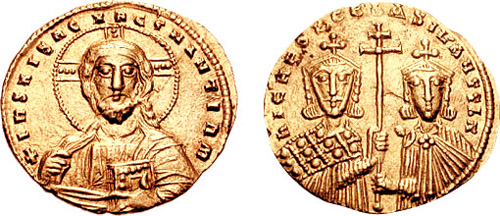
Histameno de r. e r.

Grécia bizantino no século X

A Batalha de Esperqueu (em búlgaro: битка при Сперхей; romaniz.: bitka pri Sperkheĭ; em grego: Μάχη του Σπερχειού; romaniz.: Máchi tou Spercheioú) ocorreu em 997, nas margens do rio de mesmo nome próximo a cidade de Lâmia, na Grécia central. Foi travada entre um exército búlgaro liderado pelo imperador Samuel da Bulgária (r. 997–1014), que no ano anterior havia penetrado até o sul da Grécia, e um exército bizantino sob o comandante Nicéforo Urano.
A vitória bizantina virtualmente destruiu o exército búlgaro, e encerrou seus raides ao sul dos Bálcãs e Grécia. A principal fonte histórica da batalha vem do historiador grego João Escilitzes cujo Sinopse das Histórias (em grego: Σύνοψις Ἱστοριῶν; romaniz.: Synopsis Historion) contem uma biografia do então imperador bizantino Basílio II Bulgaróctonosfn (r. 976–1025).

## Origens do conflito
Após o grande sucesso dos búlgaros na batalha da Porta de Trajano em 986, o Império Bizantino entrou em uma guerra civil, agravada pelo conflito com o Califado Fatímida na Síria. Samuel tomou vantagem da situação e conquistou virtualmente quase todo os Bálcãs, excluindo partes da Trácia mais próximas de Constantinopla, e sul da Grécia. Ele conseguiu sitiar muitos castelos no entorno da segunda maior cidade bizantina, Tessalônica.
Todos os anos ele liderou campanhas contra os bizantinos e saqueou seus territórios. Em 991 os bizantinos conseguiram capturar o imperador Romano I da Bulgária (r. 977–997) mas isto não parou Samuel que era agora, de facto, o único imperador búlgaro. Em 995, ele emboscou e destruiu as forças do duque da Tessalônica Gregório Taronita e marchou para sul, eventualmente ameaçando Corinto.

## Batalha
No caminho de volta ele encontrou um exército bizantino no lado oposto do rio Esperqueu, liderado pelo doméstico do Oriente, Nicéforo Urano. Basílio II tinha nomeado Urano comandante dos territórios balcânicos do Império Bizantino e deu a ele um grande exército para lidar com os búlgaros. Ele seguiu o exército búlgaro e confrontou-o após eles atravessaram a passagem das Termópilas, no rio Esperqueu.
Devido às fortes chuvas, o rio havia inundado uma grande área em ambas as margens. Os búlgaros acamparam na marge sul e os bizantinos na norte, separados uns dos outros pelo rio. Os dois exércitos mantiveram-se em seus acampamentos por vários dias. Samuel estava confiante de que os bizantinos não poderiam cruza-lo e negligenciou tomar medidas para proteger o acampamento. Urano, contudo, procurou e encontrou um vau, levando seu exército através dele durante a noite, e atacando os búlgaros ao amanhecer.
Os búlgaros não foram capazes de oferecer uma resistência efetiva, e uma grande parte do exército foi derrotado. O próprio Samuel foi ferido e ele e seu filho Gabriel Radomir evitaram a captura fingindo-se de mortos entre os corpos de seus soldados, enquanto 12 000 foram capturados. Após o anoitecer, eles partiram para a Bulgária e nos montes Pindo recolherem o resto de seu exército. Segundo Iáia de Antioquia, Nicéforo Urano retornou para Constantinopla com 1 000 cabeças de soldados búlgaros e 12 000 cativos.

## Rescaldo
A batalha foi a primeira grande derrota do exército búlgaro. Primeiro Samuel mostrou disposição para negociações mas ao saber da morte do imperador Romano na prisão, ele foi proclamado imperador e continuou a guerra. Embora Samuel tenha conseguido recuperar e conquistar a Sérvia, os bizantinos gradualmente tomaram a liderança da guerra. Em 1014, decisivamente derrotaram os búlgaros e quatro anos depois a ameaça búlgara ao Império Bizantino tinha sido neutralizada. De acordo com Escilitzes a vitória foi inteiramente dos feitos de Urano e Basílio II é creditado com pouco além de sua nomeação ao ofício de doméstico.